# 旭警察署 (千葉県)
旭警察署（あさひけいさつしょ）は、千葉県警察が管轄する警察署の一つである。

## 所在地
- 千葉県旭市二1番地1

## 管轄区域
- 旭市（香取警察署の管轄区域を除く）

## 沿革
- 1892年（明治25年）：銚子警察署飯岡分署として発足
- 1926年（大正15年）：旭町警察署となる
- 1954年（昭和29年）：旭警察署と改称

## 交番
- 飯岡交番（旭市横根3505番地の1）

- 干潟駅前交番（旭市ニの6371番地の13）

## 駐在所
- 古城駐在所（旭市萬力315番地）
- 嚶鳴駐在所（旭市琴田2731番地）
- 滝郷駐在所（旭市清滝451番地）
- 鶴巻駐在所（旭市蛇園3724番地の1）
- 中和駐在所（旭市清和甲184番地の2）

- 富浦駐在所（旭市中谷里2052番地の4）
- 矢指駐在所（旭市椎名内1120番地）
- 万才駐在所（旭市萬歳9番地15）